# Roland Krug von Nidda
Roland Krug von Nidda, né le 20 août 1895 à Dresde et mort le 4 mai 1968 à Munich, est un militaire, juriste, journaliste et diplomate allemand.
Il est notamment ambassadeur d'Allemagne en France près du régime de Vichy.